# Pont de Trezzo
Le pont de Trezzo (en italien Ponte visconteo di Trezzo) était un pont médiéval en pierre édifié en 1377 à Trezzo sull'Adda en Lombardie (Italie). Sa portée était de 72 mètres. Il fut détruit pendant une guerre locale en 1416,. Sa portée record en maçonnerie ne fut dépassée qu'au début du 20e siècle.

## Histoire
Le pont est construit en 7 ans et 3 mois, de 1370 à 1377 pour Barnabé Visconti, seigneur de Milan de 1354 à 1385.
Il est détruit le 21 décembre 1416 par le condottiere Francesco Bussone da Carmagnola lors d'une guerre locale

## Structure
L'étude réalisée par Ferdinand de Dartein évalue la portée de l'arche à 72,25m
. D'autres publications anglo-saxonnes évaluent la portée à une valeur très proche de 236 pieds, soit 71,93m.
Le pont était fortifié et défendait l'accès du château de Trezzo sull'Adda.
Quelques parties des fondations subsistent encore.

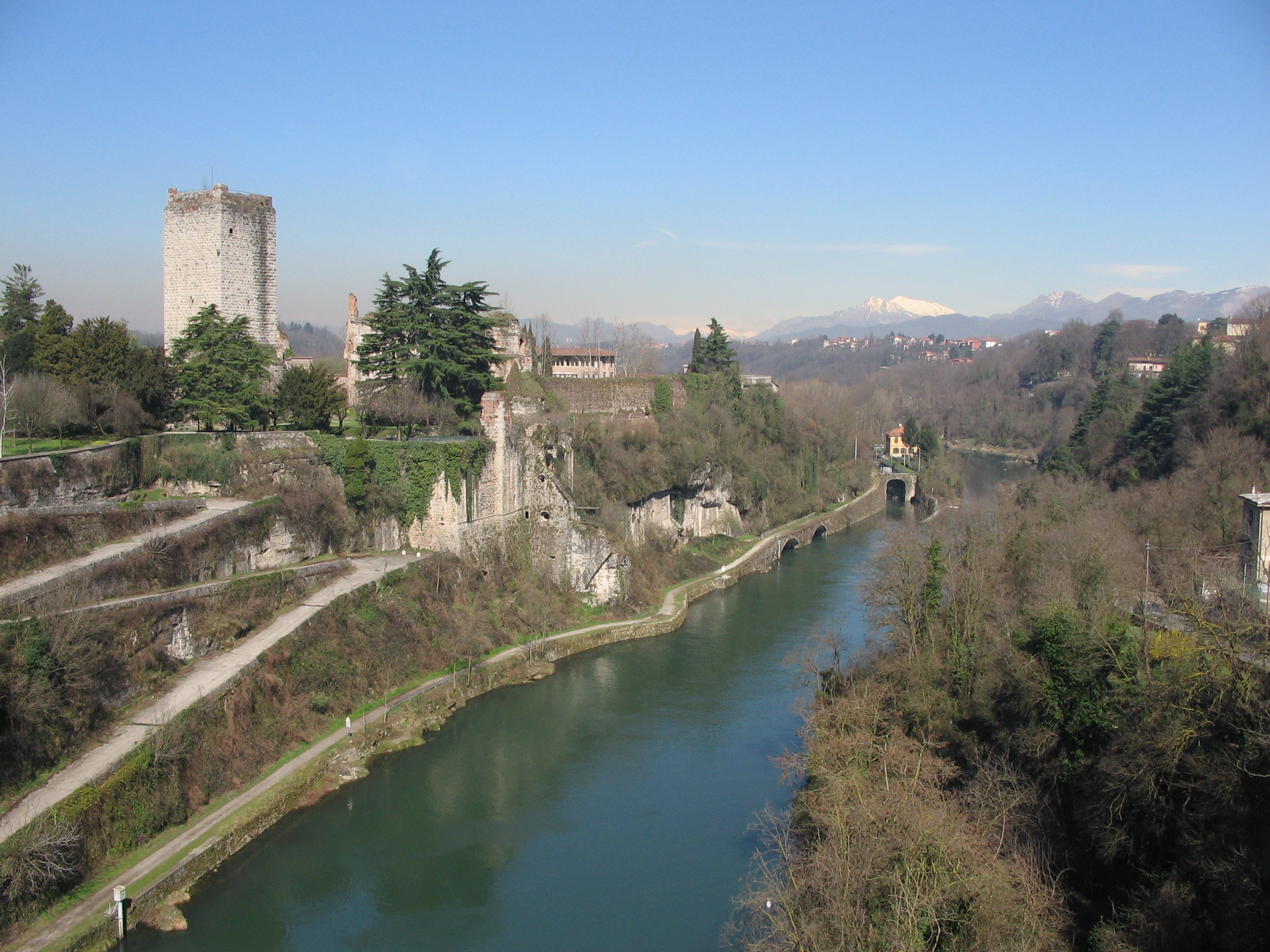
Ruines du château de Trezzo sull'Adda avec vestiges du pont

## Un pont record
Même s'il fut rapidement détruit, il détint le record de portée d'un pont en maçonnerie de 1377 jusqu'à la mise en service du pont Adolphe en 1903 qui possède une arche centrale de 84,65 m d'ouverture, soit pendant plus de cinq siècles.